# Kandírozott mandarinzselészínű áramvonal
A Kandírozott mandarinzselészínű áramvonal (The Kandy-Kolored Tangerine-Flake Streamline Baby) Tom Wolfe első gyűjteményes esszékötete volt, melyet 1965-ben adtak ki. A könyv az esszégyűjtemény egyik történetéről kapta címét, mely eredetileg 1963-ban az Esquire magazinban jelent meg „There Goes (Varoom! Varoom!) That Kandy-Kolored (Thphhhhhh!) Tangerine-Flake Streamline Baby (Rahghhh!) Around the Bend (Brummmmmmmmmmmmmmm)…” címmel. Wolfe-nak az Esquire-ben megjelent esszéjét és ezt az első könyvét gyakran tekintik az új zsurnalizmus korai darabjának.

## Esszék
A könyv bevezetőjében Wolfe elmeséli, hogy amikor 1963-ban hozzáfogott a könyv címadó esszéjének, a kézileg átszabott, felsrófolt autók világáról szóló tudósításának az írásához az Esquire magazin számára, súlyos írói blokk tört rá. Határideje közeledtével összeszedte feljegyzéseit, nem sokat adva az írás hagyományos szabályaira, és átadta azokat szerkesztőjének Byron Dobellnek. Dobell állítólag egyszerűen lehagyta a „kedves Byron” megszólítást és Wolfe feljegyzéseit jelentette meg cikként.
Wolfe felsrófolt, feltuningolt autókról szóló beszámolójának központi alakjai Ed Roth, a méretautó-művészet (Kustom Kulture) mozgalom egyik alapítója, és George Barris, aki ugyan teljesen másként közelít a kocsik feltuningolásához (Barris tisztán művészi alapokon, míg Roth kocsijai azért vezethetők is), de azért a tuningolók királyának nevezi magát.
A könyv 22 esszéjének egyetlen összekötő eleme Wolfe-nak a tudósítás jelen idejű műfajában végzett kísérleti technikája. Az ebben a művében is felbukkanó, Wolfe teljes életútját elkísérő karakterek, kifejezik Wolfe-nak a társadalmi rang, kultúra, és ízlés iránti érdeklődését.
Az esszégyűjtemény további darabjai a Las Vegas! (Mi?) Las Vegas! (Nem hallom! Nagy a ricsaj!) Las Vegas!!!!! (Las Vegas (What?) Las Vegas (Can't hear you! Too noisy) Las Vegas!!!!), egy korai pillanatkép a botrányos város imidzse felé sodródó Las Vegasról azokból az időkből, amikor a város még nem volt annyira ismert, mint napjainkban, vagy az Ötödik Beatle (The Fifth Beatle) és Az első kamaszmilliomos (The First Tycoon of Teen), mely popzenei szereplőknek, Murray the K-nek és Phil Spectornak a bemutatása.
A könyv számos kritikus által legütősebbnek tartott esszéje Az utolsó amerikai hős (The last American hero), Johnson Öcsinek (Junior Johnson), a stokkversenyzés és a NASCAR egyik korai csillagának profilja. Az esszé bepillantást enged a verseny egy napjába; Wolfe megvizsgálja a versenykultúra felemelkedését, és hogy az milyen éles ellentétet mutat az Európában népszerű Grand Prix-versenyzéssel. Az utolsó amerikai hősből 1973-ban filmet is készítettek, melyben Johnson szerepét Jeff Bridges alakította.

## Stílusa
Amint azt már a könyv címe is sugallja, a műben Wolfe szándékosan színes nyelvezetet használ, ami mellett virtuózan alkalmazza a hangutánzó szavakat, a szöveget többféle betűképpel tarkítja: nagybetűkkel, dőlt betűkkel, többszörözött felkiáltó jellel, kötőjelekkel stb. ír. Wolfe írásának egy másik jellegzetessége, hogy akár egyetlen mondaton belül is képes precíz műszaki vagy tudományos ismertetésről könnyed társalgási nyelvre átváltani. Miközben orvosi zsargont használ az emberi test leírására, köznyelvi, gyakran vulgáris fordulatokat használ a szubkultúrák leírásánál.
Ezek a technikák maradtak Wolfe írói pályafutásának ismertetőjegyei a Kandírozott mandarinzselészínű áramvonal után is: a The Pump House Gang esszégyűjteményben és a Savpróbában (The Electric Kool-Aid Acid Test), Wolfe-nak Ken Kesey-ről és a körülötte formálódó Merry Pranksters csoportról írt krónikájában.

## A könyv kiadása
A könyv első megjelenéseskor a könyvkereskedők a Kandírozott mandarinzselészínű áramvonalat a könyvesboltok szociológiai részlegébe tették. A könyv számos kiadása Kurt Vonnegut nem teljes idézetével kezdődik: „véleményem: kitűnő könyv egy zsenitől”. Vonnegut teljes mondata azonban így hangzik: „véleményem: kitűnő könyv egy zsenitől, aki bármit megtesz, hogy magára vonja a figyelmet”. Ugyanebben a recenzióban Vonnegut a következőt írta: „Érdekes módon e gyűjtemény leggyengédebb része Kipling egy versének mélységein alapul, hőse pedig egy üzletember, Huntington Hartford”.

## Magyarul
- Kandírozott mandarinzselészínű áramvonal; ford., utószó: Bartos Tibor; Európa, Bp., 1970 (Modern könyvtár)

## Fordítás
- Ez a szócikk részben vagy egészben  a   The Kandy-Kolored Tangerine-Flake Streamline Baby című angol Wikipédia-szócikk ezen változatának fordításán alapul.  Az eredeti cikk szerkesztőit annak laptörténete sorolja fel. Ez a jelzés csupán a megfogalmazás eredetét és a szerzői jogokat jelzi, nem szolgál a cikkben szereplő információk forrásmegjelöléseként.